# インペリアル・レコード (米国)
インペリアル・レコード (Imperial Records) は、米国のレコード・レーベル。1946年、カリフォルニア州ロサンゼルスでルー・チャッドが設立した。

## 歴史
設立当初は主にメキシコ音楽などをリリースしていたが、1947年に入るとR&B、ブルースをリリースするようになった。特に1949年頃、ニューオーリンズのデイヴ・バーソロミューをタレント・スカウト、プロデューサーとして採用し、ニューオーリンズのアーティストの発掘に乗り出したことは特筆に値する。その中でレーベルが見いだした最大のスターがファッツ・ドミノであった。
1950年代から60年代にかけて、インペリアルはT-ボーン・ウォーカー、スマイリー・ルイス、アール・キング、スヌークス・イーグリン、リル・サン・ジャクソンと契約し、次々と作品を世に送り出した。その中でファッツに続くレーベルの大スターとなったのがロックンロール・スターのリッキー・ネルソンだった。彼のヒットにより、レーベルは一層勢いを増していった。
1961年にはアラディン・レコード、1963年にはミニット・レコードを買収し、レーベル傘下に収めた。しかしながら1963年、2大看板スターであったファッツ・ドミノとリッキー・ネルソンを相次いでライバルのレーベルに奪われたことを機にチャッドはインペリアルをリバティ・レコードへ売却し、経営から身を引いた。
新しい経営の下でインペリアルはアーティストの見直しを進めた。従来のアーティストの一部はこの過程で契約を失い、一方ホリーズなどのブリティッシュ系のバンドが新たにラインアップに加えられた。
1968年、リバティはユナイテッド・アーティスツ・レコード (UA) と合併する。UA下ではインペリアル所属のアーティストのリバティーへの移動が進み、1970年代に入るとインペリアルはレーベルとしては死に体となっていった。
1979年にインペリアルを含むUA下の音源はEMIによって買収された。同社は2006年にインペリアル・レコードを復活させている。現在はユニバーサル ミュージック グループがその権利を有している。